# Cladocarpus bonneviae
Cladocarpus bonneviae är en nässeldjursart som beskrevs av Jäderholm 1909. Cladocarpus bonneviae ingår i släktet Cladocarpus och familjen Aglaopheniidae. Inga underarter finns listade i Catalogue of Life.